# Auguste Marie af Slesvig-Holsten-Gottorp
Auguste Marie af Slesvig-Holsten-Gottorp (født 6. februar 1649 på Gottorp Slot, død 25. april 1728 i Durlach) var en dansk-tysk prinsesse, der var markgrevinde af Baden-Durlach fra 1677 til 1709. Hun var datter af hertug Frederik 3. af Slesvig-Holsten-Gottorp og blev gift med Markgreve Frederik 7. af Baden-Durlach i 1670.